# ناتیا پیلوسوس
ناتیا پیلوسوس (Gnathia pilosus) گونه‌ای از سخت‌پوستان دریایی است. این گونه متعلق به خانواده ناتیده از راسته جورپایان می‌باشد. ناتیا پیلوسوس هشتمین گونه از سرده ناتیده بود که در آفریقای جنوبی توصیف شد. این گونه بر خلاف هفت گونه دیگر که در سواحل غربی آفریقای جنوبی پراکنش داشتند در سواحل شرقی یافت شدند. سواحل شرقی نسبت به سواحل غربی گرمتر می‌باشد. چرخه زندگی این گونه دارای دو بخش است. نخست که در دوره نوجوانی است که بصورت انگل خارجی هستند و دیگری جانور بالغ که آزاد زندگی می‌کنند. در دوره نوجوانی جانور بین دو فاز در تناوب است. این تناوب برای هر فاز سه مرتبه اتفاق می‌افتد. این دو فاز پرانیزا و زوفا نام دارند. جانور در فاز پارنیزا به میزبان متصل شده و از خون آن تغذیه می‌کند. در فاز زوفا نیز جانور از میزبان جدا می‌شود و بصورت کفزی حیات خود را سپری می‌کند. جانور بالغ عمدتاً بصورت ماده است و جانور نر بصورت منفرد یافت می‌شود. جانورران بالغ در حفرات اسفنج‌های دریایی پنهان می‌شوند و در آن جا اقدام به تولید مثل می‌نمایند.